# Yevgeniy Breyger

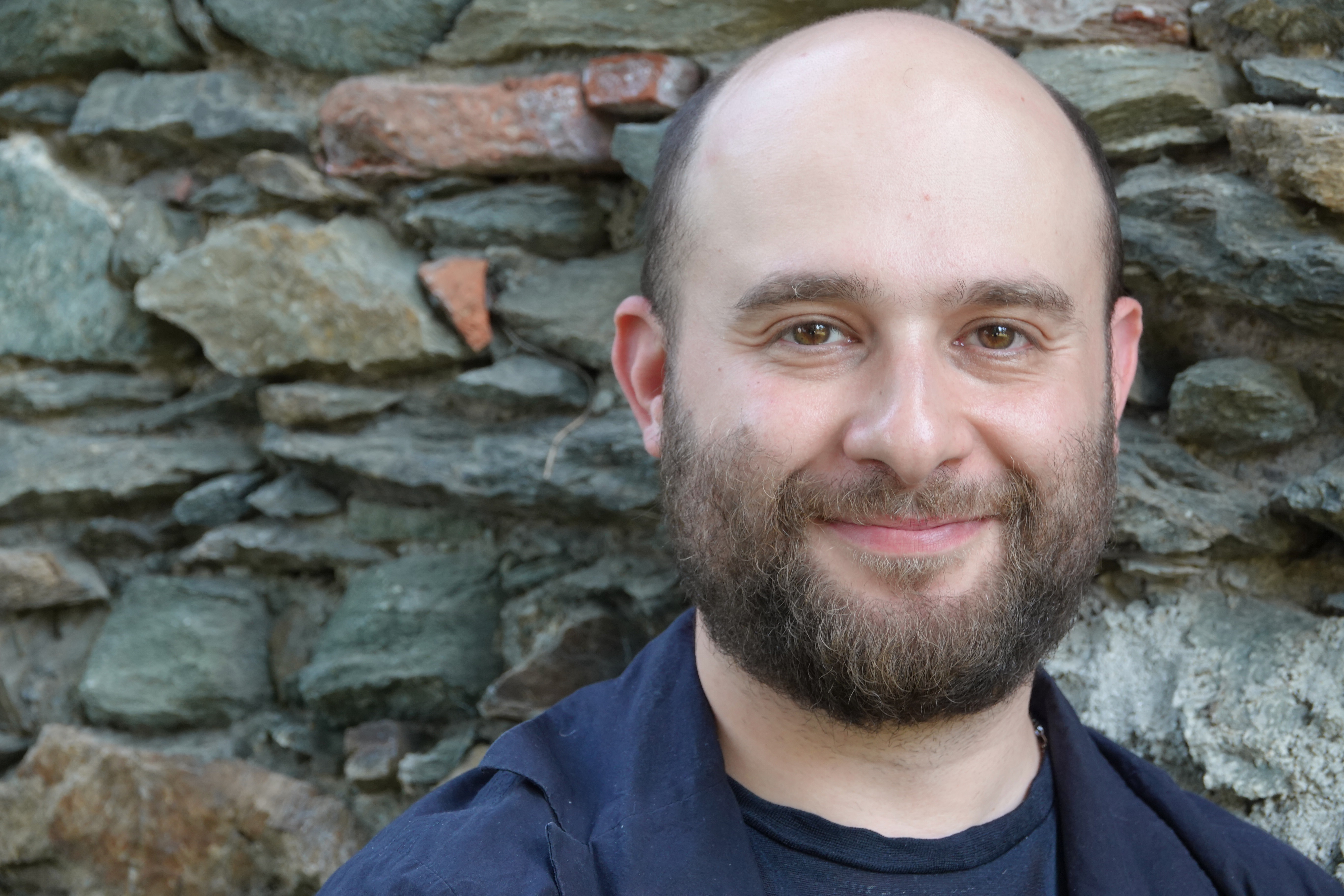
Yevgeniy Breyger beim Ingeborg Bachmann-Preis 2023

Yevgeniy Breyger (* 26. Juli 1989 in Charkiw, Ukrainische Sozialistische Sowjetrepublik) ist ein deutschsprachiger Lyriker, Übersetzer und Herausgeber.

## Leben
Yevgeniy Breyger emigrierte im Alter von zehn Jahren mit seinen Eltern und den Eltern seines Vaters als jüdische 
Kontingentflüchtlinge von der Ukraine nach Deutschland und lebte bis zum Abitur in Magdeburg. Danach studierte er zwei Jahre Kreatives Schreiben und Kulturjournalismus in Hildesheim, drei Jahre Literarisches Schreiben am Deutschen Literaturinstitut Leipzig sowie anschließend Curatorial Studies an der Staatlichen Hochschule für Bildende Künste – Städelschule in Frankfurt am Main.

Er gab 2014 Tippgemeinschaft, die Jahresanthologie der Studierenden des Deutschen Literaturinstituts Leipzig, und 2017 Ansicht der leuchtenden Wurzeln von unten, die Lyrikanthologie der deutschsprachigen Literaturinstitute Biel, Hildesheim, Leipzig und Wien, heraus. Seine Lyrik liegt auf Englisch, Georgisch, Rumänisch und Serbisch vor. Er selbst übersetzt aus dem Englischen, Georgischen, Rumänischen und Russischen ins Deutsche.

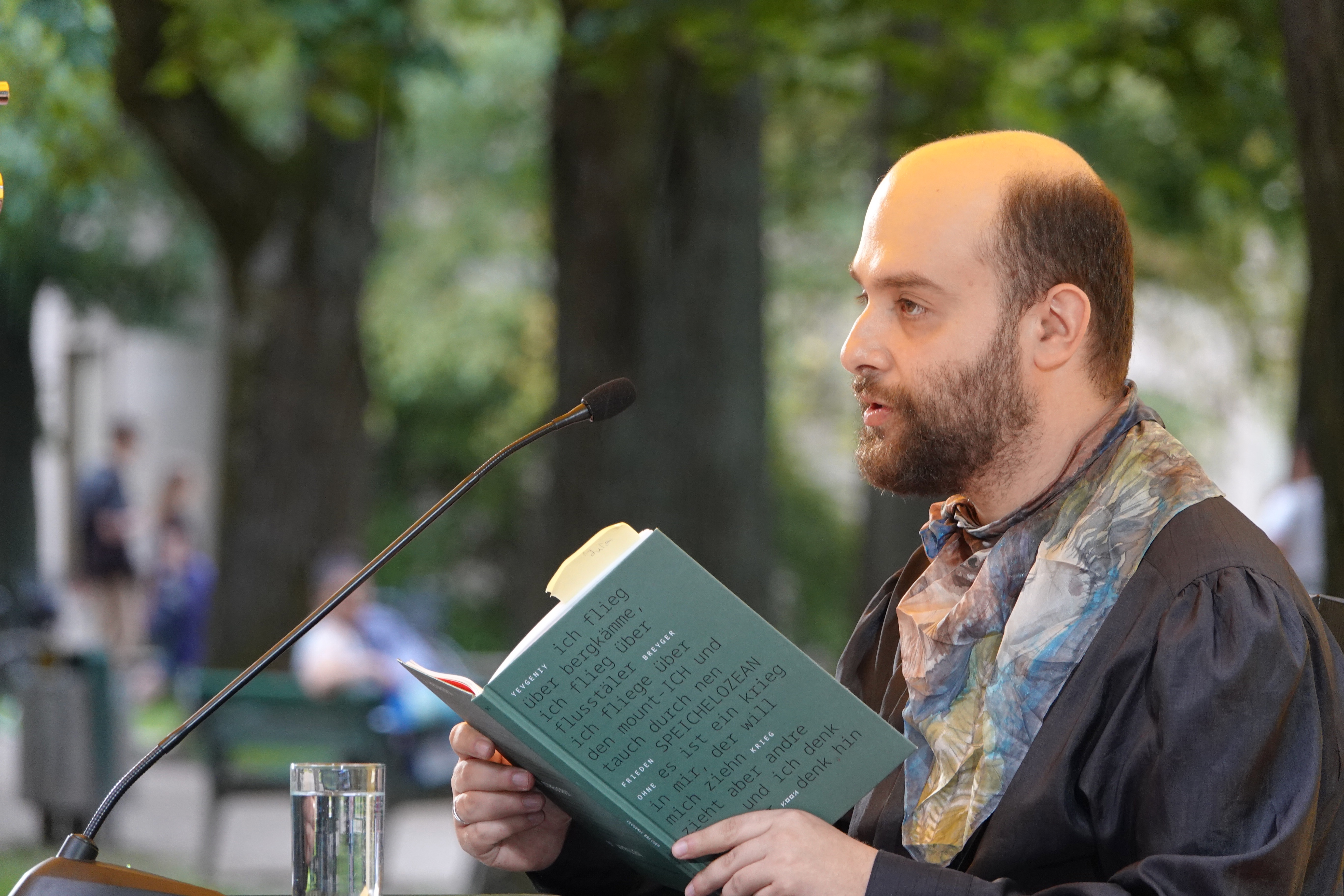
Yevgeniy Breyger beim Erlanger Poetenfest 2023

Sein 2016 bei kookbooks erschienener Debütband flüchtige monde gehörte zu den Gedichtbänden des Jahres im Literaturhaus Berlin und den besten Lyrikdebüts des Jahres im Haus für Poesie Berlin. Anlässlich seines Auftritts bei Weltklang, beim Poesiefestival Berlin 2025 schreibt das Haus für Poesie: "Kaum ein anderer deutschsprachiger Dichter ist wie Yevgeniy Breyger innerhalb kürzerer Zeit auf die Höhe dessen gelangt, wie Lyrik heute gedacht und geschrieben werden kann. Das Erstaunliche aber geschah danach: Nach dem Einbruch der bitteren Realität – der Eskalation des russischen Angriffskrieges im Frühjahr 2022 – in Welt und Werk kam Breyger unter Preisgabe aller seiner avancierten künstlerischen Mittel zu einem viel direkteren Sprechen im Gedicht. „Frieden ohne Krieg“ (kookbooks 2023) sorgte für Furore."
Auf Einladung von Insa Wilke las Breyger am 1. Juli 2023 seinen Prosatext „Die Lust auf Zeit“ bei den Tagen der deutschsprachigen Literatur im Wettbewerb zum Ingeborg-Bachmann-Preis 2023.
Yevgeniy Breyger war Mitgründer des Dichterinnen- und Dichterkollektivs Salon Fluchtentier und ist Mitgründer des PEN Berlin. Er lebt und arbeitet in Wien, wo er als Senior Lecturer Literarisches Schreiben am Institut für Sprachkunst der Universität für Angewandte Kunst Wien lehrt.

## Auszeichnungen
- 2025 Reinhard-Priessnitz-Preis[12]
- 2025 Literaturpreis der deutschen Wirtschaft[13]
- 2025 Stipendium des Deutschen Literaturfonds
- 2024 Klopstock-Preis[14]
- 2024 Stadtschreiber Helsinki[15]
- 2024 Écrivain en résidence an der Sorbonne Université[16]
- 2023 Christine Lavant Preis
- 2023 Mondseer Lyrikpreis[17]
- 2023 manuskripte-Preis des Landes Steiermark[18]
- 2022 Translator in Residency Lancaster University[19]
- 2022 Stipendium der Deutschen Akademie Rom Villa Massimo, Casa Baldi[20]
- 2021 Lyrikpreis München[21]
- 2021 Stipendium des Kunstfonds der Bürgerstiftung Stuttgart[1]
- 2021 Projektstipendium der Hessischen Kulturstiftung[1]
- 2020 Stipendium im Stuttgarter Schriftstellerhaus[22]
- 2020 Stipendium im Herrenhaus Edenkoben[23]
- 2019/20 Stipendium des Deutschen Literaturfonds[24]
- 2019 Leonce-und-Lena-Preis[25][26]
- 2011 Selma Meerbaum-Eisinger Literaturpreis[27]
- 2010 Stipendiat des Literatur Labor Wolfenbüttel

## Publikationen (Auswahl)

### Bücher
- Am Anfang knäulte das Wort, am Ende platzt der Gottballon. Lyrik Kabinett (Münchner Reden zur Poesie), München 2023. ISBN 978-3-938776-63-6.
- Frieden ohne Krieg. Gedichte. Berlin, kookbooks, 2023, ISBN 978-3-948336-18-9.
- Kryptomagie. Gedichte. Berlin, mikrotext, 2022, ISBN 978-3-948631-23-9.
- Gestohlene Luft. Gedichte. Berlin, kookbooks, 2020, ISBN 978-3-948336-08-0.
- flüchtige monde. Gedichte. Berlin, kookbooks, 2016, ISBN 978-3-937445-78-6.

### Weitere Publikationen
- Michael Wagener (Hg.): nichts. manifeste und poeme. Mit Yevgeniy Breyger, Eva Köstner und Michael Wagener. Frankfurt am Main (Gutleut) 2022.
- Yevgeniy Breyger u. a. (Hg.): Ansicht der leuchtenden Wurzeln von unten. Lyrik aus den deutschsprachigen Literaturinstituten. Leipzig (Poetenladen) 2017.
- Yevgeniy Breyger, Moritz Klenk, Sonja Lewandowski: Contemporary Gegenwart. Academic Booksprint. Berlin (mikrotext) 2017.
- Yevgeniy Breyger u. a. (Hg.): Tippgemeinschaft. Jahresanthologie der Studierenden des Deutschen Literaturinstituts Leipzig. Leipzig (Connewitzer Verlagsbuchhandlung) 2014.
- Die Lust auf Zeit (Memento des Originals vom 1. Juli 2023 im Internet Archive; PDF)
- Gedichte und deren Übersetzungen bei lyrikline.org/